# Descendimiento de Capuz

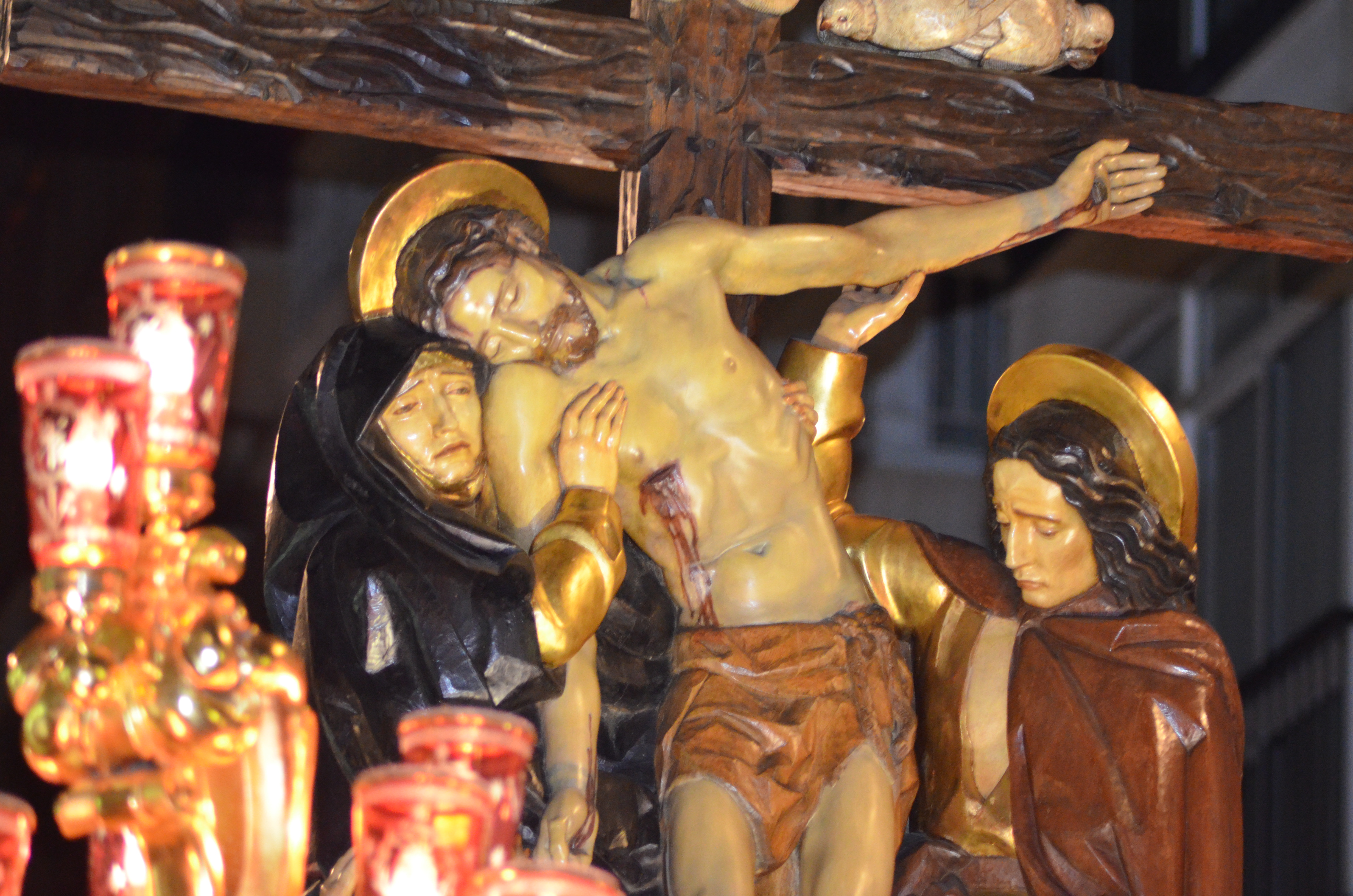
Grupo del Descendimiento de Capuz.

El Santísimo Descendimiento de Cristo pertenece a la Agrupación del Santísimo Descendimiento de Cristo y Paso de la Primera Caída, dentro de la cofradía de los Marrajos. Desfila el Viernes Santo por la noche, formando parte de la procesión del Santo Entierro. 

## Origen y fundación
El origen del Descendimiento se sitúa a finales de la década de los veinte del pasado siglo (XX). En un periodo en el que la decadencia de las procesiones de la ciudad de Cartagena era evidente, en el año 1928 un grupo de cofrades marrajos busca algún mecenas dispuesto a costear la realización y posterior salida de algún nuevo grupo escultórico. Finalmente, Juan Antonio Gómez Quiles, Hermano Mayor de la Cofradía marraja en ese momento, encargó el nuevo grupo escultórico al maestro imaginero José Capuz. 
Dos años después, el 11 de abril de 1930 (y no ausente de polémica por su apariencia modernista) el nuevo grupo escultórico del Descendimiento llegó a Cartagena procedente de Madrid en tren. Seis días después, el 17 de abril (Jueves Santo),  el nuevo grupo escultórico fue portada del periódico de tirada nacional ABC.  El dueño de la obra escultórica, Juan Antonio Gómez Quiles, donó el Descendimiento mediante escritura pública a la Real e ilustre Cofradía de Nuestro Padre Jesús Nazareno (Marrajos). 
La obra desfiló por primera vez ese mismo Viernes Santo,  18 de abril, por las calles de Cartagena. Se considera, así mismo, que este hecho fue de facto el que constituyó y fundó la agrupación a la que pertenece, pues no se sabe con exactitud cuándo fue,  al no haber constancia de ello.

## Grupo escultórico
Talla de madera consistente en un grupo de cuatro imágenes (Jesús, la Virgen María, Santa María Magdalena, y San Juan) que representa el momento en el que Jesús es descendido de la Cruz. Las cuatro imágenes poseen el tamaño natural de una persona media y el conjunto del grupo escultórico tiene una altura aproximada de 1,50 metros.
Tal y como se desprende de las escrituras de donación a la Real e Ilustre Cofradía de Nuestro Padre Jesús Nazareno, “El Descendimiento”, compuesto de una Imagen de Nuestro Señor Jesucristo, pendiente de la Cruz y apoyada su cabeza en la Imagen de su divina Madre la Santísima Virgen, figurando también en el grupo las imágenes de San Juan y la Magdalena”.
Escultura atípica dentro de la imaginería usada en la Semana Santa cartagenera, lo es al mismo tiempo de la imaginería litúrgica habitual. Su más que evidente modernidad y sin referencias evangélicas aparentes, el Descendimiento de Capuz es un grupo cuyo código es abierto, lo que significa para muchos expertos que trascienden de meras de imágenes a personas reales, por lo que cualquiera mediante su observación es capaz de captar y procesar su belleza y precisión.  La imagen es por tanto una representación clara y concisa del momento pasional que representa.

## Grupo procesional
El grupo procesional del Santísimo Descendimiento de Cristo lo abre los nazarenos de la agrupación, de todas las edades, seguidos por los monaguillos, que visten túnica blanca con fajín y bonete color burdeos. Portan objetos litúrgicos varios, uno de ellos el típico incensario. Seguidamente el tercio de penitentes, el cual es abierto por el sudario de terciopelo color burdeos con el escudo de la agrupación bordado en plata. Lo componen dos filas de veinte penitentes cada una, seguido de un fuelle compuesto de otros ocho penitentes portando banderines con frases evangélicas relativas a Cristo descendido. Finalmente y tras la banda de música (banda municipal "Virgen del Pasico" de Torrepacheco en la actualidad), el trono, realizado en pan de oro y con faldetas de terciopelo burdeos, porta al grupo escultórico del Descendimiento, bajo el cual descansa un enorme campo de flores rojas y que un grupo de cuatro cartelas de tulipas de un suave burdeos ilumina.